# Логаза
Лога́за (можливо, від угор. lóhoz — «для коня») — каша з цілих зерен ячменю без плівки або з голомші (голозерної пшениці). Логазою також називали саму ячмінну крупу.
Логаза — здавна відома галицька страва, згадана у творах Івана Франка.Для того, що зняти плівку, зерно товкли у ступі, просівали й знову товкли. Щоб краще облущувалося, зволожували, й так доти, доки зерно не залишиться без плівки. З таких круп варили кашу з молоком, із солониною, молоком із конопляного сім'я. Їли з маслом, олією, салом, а то й пісну. На Гуцульщині — також із медом, цукром. На Бойківщині логазу варили разом із квасолею, горохом, бобами.

## Згадки в літературі
|  | ...а коли червона од метушні Палагна серед курива того ознаймляла нарешті, що готові усі дванадцять страв, він, перше ніж засісти за стіл, ніс тайну вечерю худобі. Вона першою мусила скоштувати голубці, сливи, біб та логазу, які так старанно готувала для нього Палагна.— М. М. Коцюбинський «Тіні забутих предків» |